# 鍾志華
鍾志华（1962年7月—），湖南湘阴人，中国工程院院士、机械工程学家。

## 生平
1978年9月，在湖南大学机械系学习。1982年9月至1984年1月，在出国预备培训，分别在广州外语学院、北京语言学院学习英语和瑞典语。1984年1月，在瑞典律勒欧大学攻读副博士学位。1987年2月，在瑞典林雪平大学机械工程专业学习，获工学博士学位。1988年5月，在瑞典林雪平大学做博士后研究。1989年12月，任瑞典林雪平大学助理教授。1992年6月，任瑞典林雪平大学副教授（终身职位），湖南大学机械与汽车工程学院教授。
1995年10月，任湖南大学机械与汽车工程学院副院长。1999年7月加入中国共产党。1997年9月，任湖南大学机械与汽车工程学院院长。2004年1月，任湖南大学校长助理，机械与汽车工程学院院长。2004年4月，任湖南大学副校长、党委常委。2005年7月，任湖南大学校长、党委常委。
2010年12月，任中共重庆市委科技工作委员会书记，重庆两江新区管理委员会副主任（兼）。2011年2月，任重庆市科学技术委员会主任、重庆市委科技工作委员会书记，重庆两江新区管理委员会副主任（兼）。2011年4月，又兼任重庆市科学技术协会主席。
2014年10月，任中国工程院党组成员、秘书长。
2016年9月，任同济大学校长。2018年1月，当选第十三届全国政协委员，同年6月，当选为中国工程院副院长。2023年3月，他当选为全国人大教育科学文化卫生委员会委員。